# 7 Aurelius
Marcus Vest, mer känd som 7 Aurelius, Channel 7 eller bara Seven, född 7 juli 1977 i Lexington i Kentucky, är en amerikansk musikproducent. Han är mest känd för att ha skapat musik åt artisterna Jennifer Lopez och Ashanti.